# Croixdalle
Croixdalle ist eine französische Gemeinde mit 337 Einwohnern (Stand 1. Januar 2022) im Département Seine-Maritime in der Region Normandie (vor 2016 Haute-Normandie). Sie gehört zum Arrondissement Dieppe und zum Kanton Neufchâtel-en-Bray (bis 2015 Kanton Londinières). Die Einwohner werden Croixdallais genannt.

## Bevölkerungsentwicklung
| Jahr      | 1962 | 1968 | 1975 | 1982 | 1990 | 1999 | 2007 | 2015 |
| Einwohner | 226  | 234  | 224  | 238  | 232  | 230  | 208  | 279  |

## Sehenswürdigkeiten
- Kirche Saint-Étienne

## Persönlichkeiten
- Raymond Frémont (1880–1960), Fußballspieler, in Croixdalle geboren